# Karnice Wąskotorowe
Karnice Wąskotorowe – przystanek i mijanka gryfickiej kolei wąskotorowej w Karnicach, w województwie zachodniopomorskim, w Polsce.